# Casa Grande (Brazilië)
Casa Grande is een gemeente in de Braziliaanse deelstaat Minas Gerais. De gemeente telt 2.129 inwoners (schatting 2009).